# Campionato mondiale di hockey su ghiaccio 1981
Il campionato mondiale di hockey su ghiaccio 1981 (47ª edizione) si è svolto dal 12 al 26 aprile 1981 in Svezia, in particolare nelle città di Göteborg e Stoccolma. Esso è stato considerato anche come campionato europeo, alla sua 58ª edizione.
Vi hanno partecipato otto rappresentative nazionali. A trionfare è stata la nazionale sovietica.

## Nazionali partecipanti
- Unione Sovietica
- Canada
- Finlandia
- Paesi Bassi
- Cecoslovacchia
- Svezia
- Stati Uniti
- Germania Ovest

## Podio

### Mondiale
| Pos. | Squadra          |
| ---- | ---------------- |
| 1°   | Unione Sovietica |
| 2°   | Svezia           |
| 3°   | Cecoslovacchia   |

### Europeo
| Pos. | Squadra          |
| ---- | ---------------- |
| 1°   | Unione Sovietica |
| 2°   | Svezia           |
| 3°   | Cecoslovacchia   |